# Henry Paget, 2. markýz z Anglesey
Henry Paget, 2. markýz z Anglesey (Henry Paget, 2nd Marquess of Anglesey, 3rd Earl of Uxbridge, 11th Baron Paget of Beaudesert, 5th Baronet Bayly of Plas Newydd) (6. července 1797 – 7. února 1869, Beaudesert Park, Anglie) byl britský politik a dvořan, nejstarší syn vojevůdce napoleonských válek 1. markýze z Anglesey. V mládí sloužil v armádě, poté byl členem Dolní sněmovny a od roku 1833 zasedal ve Sněmovně lordů. Zastával funkce u královského dvora, v letech 1839–1841 byl nejvyšším komořím Spojeného království. Titul markýze zdědil po otci v roce 1854.

## Životopis

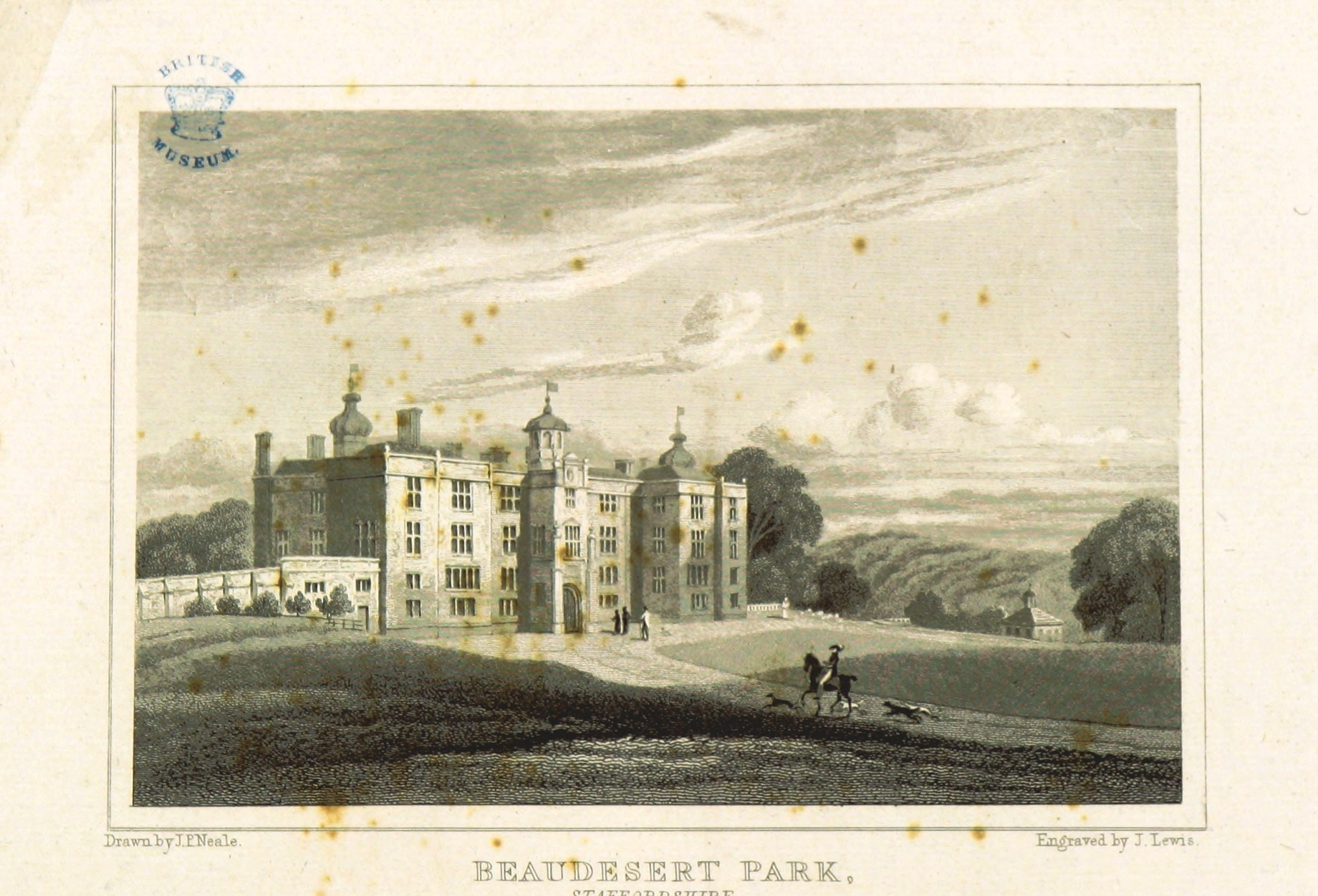
Zámek Beaudesert Park (Staffordshire), hlavní rodové sídlo v 16.–20. století

Pocházel z významného šlechtického rodu Pagetů, byl nejstarším synem vojevůdce napoleonských válek maršála 1. markýze z Anglesey, jeho matkou byla Caroline Villiers (1774-1835) z rodiny hrabat z Jersey. Studoval ve Westminster School, v roce 1814 vstoupil do armády a pod otcovým velením se zúčastnil závěru napoleonských válek. Již v roce 1817 byl kapitánem, později mimo aktivní službu dosáhl v armádě hodnosti plukovníka (1838). V letech 1820–1832 byl poslancem Dolní sněmovny, patřil k whigům a v parlamentu zastupoval Anglesey (tento volební obvod měla rodina pod kontrolou od poloviny 18. století). V letech 1828–1829 byl hofmistrem irského místokrále (tuto funkci tehdy zastával jeho otec).
V roce 1833 s titulem barona Pageta vstoupil do Sněmovny lordů (jako otcův dědic zároveň užíval titul hraběte z Uxbridge). V letech 1837–1839 byl lordem komořím královny Viktorie, v roce 1839 byl jmenován členem Tajné rady a v Melbournově vládě zastával funkci nejvyššího komořího Spojeného království (1839–1841) V této funkci následoval svého švagra 2. markýze Conynghama. Kvůli nemanželskému poměru měl být v roce 1841 na žádost prince Alberta z funkce nejvyššího komořího odvolán, ale nakonec byl ponechán v úřadu s ohledem na očekávaný pád celé Melbournovy vlády a na to navazující personální změny. Titul markýze z Anglesey zdědil po otci v roce 1854, zároveň byl v tech 1854–1869 lordem místodržitelem na ostrově Anglesey. Veřejným záležitostem se nikdy příliš aktivně nevěnoval, vynikl ale jako hráč kriketu a ve sportovní střelbě. Zemřel na hlavním rodovém sídle Beaudesert Park v hrabství Staffordshire.
Byl třikrát ženatý, z prvních dvou manželství (Eleanor Campbell, Henrietta Bagot) měl sedm dětí. Titul markýze zdědili postupně synové Henry William Paget, 3. markýz z Anglesey (1821–1880), a Henry Paget, 4. markýz z Anglesey (1835–1898). Dcera Constance (1830–1878) byla manželkou 11. hraběte z Winchilsey, další dcera Florence (1842–1907) se provdala za 4. markýze Hastingse (původně byla zasnoubená s Henry Chaplinem, ale provdat se za něj odmítla).